# Alfred Vierkandt
Alfred Vierkandt (4 juin 1867, Hambourg - 24 avril 1953, Berlin) était un sociologue, ethnographe, psychosociologue, philosophe social (Sozialphilosopher) et philosophe de l'histoire allemand. Il s'est fait connaître pour sa théorie phénoménologique de la société et pour une méthode d'analyse formelle dont il fut le promoteur durant les années 1920.
Il a d'abord étudié la philosophie à l'université de Leipzig. Il fut habilité à Brunswick et devint Dozent en ethnologie jusqu'à ce qu'il obtienne le poste de professeur de sociologie en 1913 à l'université de Berlin. Membre fondateur du Deutschen Gesellschaft für Soziologie en 1909, il le quitte en 1934 et poursuit quelques travaux personnels.

## Publications
- (de) Naturvölker und Kulturvölker. Ein Beitrag zur Socialpsychologie (1896)
- (de) Die Stetigkeit im Kulturwandel: eine soziologische Studie (1908)
- (de) avec Leopold Wenger et al., Allgemeine Verfassungs- und Verwaltungsgeschichte (1911)
- (de) Machtverhältnis und Machtmoral (1916)
- (de) Staat und Gesellschaft in der Gegenwart: Eine Einführung in das staatsbürgerliche Denken und in die politische Bewegung unserer Zeit (1916)
- (de) Gesellschaftslehre: Hauptprobleme der philosophischen Soziologie (1923)
- (de) Der Dualismus im modernen Weltbild (1923)
- (de) Der geistig-sittliche Gehalt des neueren Naturrechtes (1927)
- (de) Allgemeine Verfassungs und Verwaltungsgeschichte  (1928)
- (de) (éd), Handwörterbuch der Soziologie (1931)
- (de) Familie, Volk und Staat in ihren gesellschaftlichen Lebensvorgängen: Eine Einführung in die Gesellschaftslehre (1936)
- (de) Kleine Gesellschaftslehre (1949)